# Keith Burrell
Keith Howard Burrell (Santa Mónica, 13 de abril de 1947) es un físico del plasma estadounidense.

## Biografía
Se licenció en física por la Universidad Stanford en 1968. Luego recibió una maestría y un doctorado en física por Caltech en 1970 y 1975 respectivamente. Posteriormente trabajó en General Atomics en la investigación de la fusión con tokamaks, en particular el tokamak DIII-D. Antes de eso, realizó investigaciones en los Tokamak ISX-A e ISA-B del Laboratorio Nacional Oak Ridge.
Desempeñó un papel importante en el estudio del modo H (es decir, el modo de alto confinamiento) descubierto en 1982 en el tokamak ASDEX en plasmas de fusión magnéticos cerrados y los mecanismos de transporte subyacentes, en particular la supresión de turbulencias mediante la formación de corrientes de corte. Participó en el descubrimiento del modo H silencioso (modo H inactivo) en DIII-D en 1999, que tiene las ventajas de los modos H pero sin inestabilidades de borde (modos localizados de borde, ELM).También desarrolló métodos para el diagnóstico del plasma.

### Premios y honores
Es miembro de la Sociedad Estadounidense de Física (1985) y del Instituto de Física.
En 2001, recibió el Premio a la Excelencia en Física del Plasma (ahora conocido como Premio John Dawson a la Excelencia en la Investigación de la Física del Plasma) otorgado por la Sociedad Estadounidense de Física debido a sus "experimentos que muestran que los flujos ExB cortados pueden suprimir la turbulencia y el transporte en plasmas tokamak y que tales flujos pueden surgir espontáneamente en el borde y en el núcleo de los plasmas de tokamak".
En 2018, recibió el Premio James Clerk Maxwell de Física del Plasma por sus "investigaciones pioneras, incluidos avances experimentales clave y desarrollo de diagnóstico, que establecieron los vínculos entre el flujo de plasma cortado y el transporte turbulento, lo que condujo a mejores regímenes de confinamiento para plasmas magnetizados mediante la reducción del transporte turbulento por flujo cizallado".